# 天主教米赫斯自治監督區
天主教米赫斯自治監督區（拉丁語：Praelatura Territorialis Mixepolitana）是墨西哥一個羅馬天主教自治監督區，屬瓦哈卡總教區。
監督區成立於1964年12月21日，位於瓦哈卡州東北部。2004年有教友128,000人，佔總人口85.9%。有十六個堂區、司鐸卅三名。現任監督為埃克托·格雷羅·科爾多瓦。